# Bob Ehrlich
Robert Leroy Ehrlich, Jr., född 25 november 1957 i Arbutus, Maryland, är en amerikansk republikansk politiker. Han var guvernör i delstaten Maryland 2003-2007.
Han avlade grundexamen vid Princeton University och juristexamen vid Wake Forest University Law School. Han arbetade sedan som advokat i Baltimore.
Han var ledamot av USA:s representanthus från Maryland 1995-2003. Han besegrade i 2002 års guvernörsval Robert Kennedys äldsta dotter Kathleen Kennedy Townsend. Han förlorade sedan 2006 års guvernörsval mot Martin O'Malley.